# Xavier Van Campenhout
Xavier Van Campenhout (21 augustus 1967) is een Belgisch bestuurder en voormalig bankier.

## Biografie
Xavier Van Campenhout is een zoon van Etienne Van Campenhout, medeoprichter van het beurshuis Petercam. Na zijn middelbare studies aan het Collège Saint-Benoît in Maredsous studeerde hij handelsingenieur aan de Solvay Business School. Hij was achtereenvolgens aan de slag bij Brown Brothers Harriman in New York en M&G Investments en Morgan Stanley in Londen.
In 1998 ging hij aan de slag bij Petercam. Tussen 2005 en 2010 leidde hij het filiaal van Petercam in Zwitserland. In 2012 volgde hij Axel Miller als CEO op. In oktober 2015 fuseerde Petercam met Bank Degroof tot Bank Degroof Petercam. Van Campenhout werd vicevoorzitter van het directiecomité met Philippe Masset als voorzitter. In juni 2017 trad hij af als vicevoorzitter. Hij werd vervolgens lid van de raad van bestuur van Petercam Invest, de holding waarin de families van de twee oprichters van Petercam hun belangen in de fusiegroep Bank Degroof Petercam hebben ondergebracht.
Van Campenhout is bestuurder en mede-eigenaar van verschillende ondernemingen en vennootschappen.
Sinds december 2020 is hij bestuurder van de Stichting Koningin Paola.